# Савич, Драголюб
Драголю́б Са́вич (серб. Драгољуб Савић; родился 25 апреля 2001, Нови-Сад, Югославия) — сербский футболист, нападающий клуба РФС.

## Клубная карьера
Савич — воспитанник клуба «Войводина» из своего родного города. 11 мая 2019 года в матче против столичного «Партизан» он дебютировал в сербской Суперлиге. Летом того же года Драголюб перешёл в венский «Рапид».

## Международная карьера
В 2018 году Савич в составе юношеской сборной Сербии принял участие в юношеском чемпионате Европы в Англии. На турнире он сыграл в матчах против команд Испании, Германии и Нидерландов. 